# Henrik Ingebrigtsen
Henrik Ingebrigtsen (* 24. Februar 1991 in Sandnes) ist ein norwegischer 1500- bis 5000-Meter-Läufer.
Ingebrigtsen hatte im Jugendbereich hauptsächlich bei den Europameisterschaften im Crosslauf Erfolg, als er 2008 Zweiter und 2009 Dritter in der U20-Mannschaftswertung wurde. 2011 siegte er mit der norwegischen Mannschaft in der U23-Mannschaftswertung. Dazwischen lag die Teilnahme an den Europameisterschaften 2010 in Barcelona, dort schied er im Vorlauf aus. Bei den Europameisterschaften 2012 in Helsinki gewann Ingebrigtsen im Spurt nach einem sehr langsamen Rennen in 3:46,20 min vor dem Franzosen Florian Carvalho überraschend den Europameistertitel. In London gelang ihm bei den Olympischen Spielen der Finaleinzug, wo er als Fünfter und bester Europäer in 3:35,43 min einen neuen Landesrekord aufstellte.
Bei den Europameisterschaften 2016 in Amsterdam gewann er über 1500 Meter beim Sieg seines Bruders Filip die Bronzemedaille und wurde über 5000 Meter Vierter.
Zwei Jahre darauf, bei den Europameisterschaften 2018 in Berlin, wurde er Vierter über die 1500 Meter und gewann die Silbermedaille über 5000 Meter. Beide Rennen konnte sein Bruder Jakob gewinnen.
2020 startete Ingebrigtsen bei den wegen der Covid-19-Pandemie als Impossible Games ausgetragenen Bislett Games im Fernduell zwischen Team „Ingebrigtsen“ und dem Team „Cheruiyot“, wobei der 2000-Meter-Lauf parallel in Oslo und Nairobi durchgeführt wurde. Mit 4:53,72 min kam er hinter seinem Europarekord laufenden Bruder Jakob und vor seinem Bruder Filip ins Ziel.
Ingebrigtsen hat bei einer Größe von 1,80 m ein Wettkampfgewicht von 69 kg.
 

## Persönliche Bestleistungen
(Stand: 11. Juni 2020)
- 800 m: 1:48,09 min, 24. Mai 2014, Tønsberg
  - Halle: 1:49,62 min, 31. Januar 2012, Wien
- 1500 m: 3:31,46 min, 18. Juli 2014, Monaco
  - Halle: 3:39,70 min, 8. März 2015, Prag
- 1 Meile: 3:50,72 min, 11. Juni 2014, Oslo
- 2000 m: 4:53,72 min, 11. Juni 2020, Oslo
- 3000 m: 7:36,85 min, 13. Juni 2019, Oslo
  - Halle: 7:45,54 min, 7. März 2015, Prag
- 2 Meilen: 8:22,31 min, 25. Mai 2018, Eugene
- 5000 m: 13:15,38 min, 20. Juli 2019, Heusden-Zolder
- 10.000 m: 28:20,39 min, 13. April 2022, Oslo
- 3000 m Hindernis: 8:52,56 min, 23. August 2009, Vaasa
- 10 km: 28:41 min, 20. Oktober 2018, Hole